# Mina Tanaka
Mina Tanaka (田中 美南?, Tanaka Mina; Ubon Ratchathani, 28 aprile 1994) è una calciatrice giapponese, attaccante delle Utah Royals e della nazionale giapponese.

## Carriera

### Club
Tanaka, nata in Thailandia, si appassiona al calcio fin da giovanissima. Dal 2007 veste la maglia dell'Nippon TV Beleza, giocando prima nelle sue formazioni giovanili e, dal 2011, nella formazione titolare che disputa la Nadeshiko League Division 1, livello di vertice del campionato giapponese, debuttando il 3 maggio nell'incontro perso per 1-0 con le avversarie dell'Okayama Yunogo Belle Segna la sua prima rete in campionato il 14 agosto, nell'incontro casalingo vinto per 5–0 sul Fukuoka J. Anclas.
Negli anni successivi, con la squadra dal 2014 rinominata Nippon TV Beleza, conquista dal 2015 cinque titoli di campione del Giappone consecutivi, ai quali si aggiungono 3 Coppe dell'Imperatrice, tre Nadeshiko League Cup. Si laurea inoltre capocannoniere del campionato nelle edizioni 2016 e 2017 e viene inserita nella rosa delle migliori undici giocatrici per tre anni di fila, dal 2015 al 2017.
Dopo aver militato per INAC Kobe Leonessa e Bayer Leverkusen fra il 2020 e il 2024, e aver vinto il campionato giapponese con la prima formazione nel 2022, il 6 luglio 2024 Tanaka viene ingaggiata a titolo definitivo dalle Utah Royals, squadra della National Women's Soccer League, con cui firma un contratto valido fino alla fine del 2025.

### Nazionale
Nel 2010 Tanaka viene convocata dalla federazione giapponese per indossare la maglia della formazione Under-17, inserita in rosa dal tecnico Hiroshi Yoshida nella squadra che partecipa alla fase finale del Mondiale di Trinidad e Tobago 2010. Viene impiegata in tre dei sei incontri disputati dalla sua nazionale, siglando una rete alla Nuova Zelanda nell'incontro vinto dal Giappone per 6-0, condividendo con le compagne l'approdo in finale, la prima per la squadra giovanile giapponese, persa ai tiri di rigore con le pari età della Corea del Sud under 17 dopo che i tempi regolamentari si erano conclusi sul 3-3.
Due anni più tardi Yoshida la chiama con l'Under-20 in occasione del Mondiale di casalingo 2012. In quell'occasione Tanaka scende in campo in tutti i sei incontri fino alla finale per il terzo posto vinta 2-1 con la Nigeria.
Nel febbraio 2013 riceve la sua prima convocazione nella nazionale maggiore, chiamata dal commissario tecnico Norio Sasaki in occasione dell'edizione 2013 dell'Algarve Cup, debuttando l'8 marzo nell'incontro perso per 2-1 con la Germania e dove è autrice della sua prima e unica rete giapponese dell'incontro.
Da allora le sue convocazioni risultano frequenti, e dopo una sola presenza nel 2016, con il passaggio della conduzione tecnica ad Asako Takakura nel 2017 ritornano ad essere regolari. Disputa le edizioni 2017 e 2018 dell'Algarve Cup, ottenendo in entrambe un sesto posto, venendo inserita in rosa anche per il Tournament of Nations 2017 e 2018, rispettivamente terzo e quarto posto, inoltre per la Coppa delle nazioni asiatiche di Giordania 2018, dove la sua nazionale conquista il primo posto e il conseguente accesso al Mondiale di Francia 2019, dal quale però è esclusa dalla rosa.

## Statistiche

### Cronologia presenze e reti in nazionale
| Cronologia completa delle presenze e delle reti in nazionale ― Giappone | Cronologia completa delle presenze e delle reti in nazionale ― Giappone | Cronologia completa delle presenze e delle reti in nazionale ― Giappone | Cronologia completa delle presenze e delle reti in nazionale ― Giappone | Cronologia completa delle presenze e delle reti in nazionale ― Giappone | Cronologia completa delle presenze e delle reti in nazionale ― Giappone | Cronologia completa delle presenze e delle reti in nazionale ― Giappone | Cronologia completa delle presenze e delle reti in nazionale ― Giappone |
| Data                                                                    | Città                                                                   | In casa                                                                 | Risultato                                                               | Ospiti                                                                  | Competizione                                                            | Reti                                                                    | Note                                                                    |
| ----------------------------------------------------------------------- | ----------------------------------------------------------------------- | ----------------------------------------------------------------------- | ----------------------------------------------------------------------- | ----------------------------------------------------------------------- | ----------------------------------------------------------------------- | ----------------------------------------------------------------------- | ----------------------------------------------------------------------- |
| 8-3-2013                                                                | Algarve                                                                 | Giappone                                                                | 1 – 2                                                                   | Germania                                                                | Algarve Cup 2013                                                        | 1                                                                       |                                                                         |
| 11-3-2013                                                               | Algarve                                                                 | Giappone                                                                | 2 – 0                                                                   | Danimarca                                                               | Algarve Cup 2013                                                        | -                                                                       |                                                                         |
| 13-3-2013                                                               | Algarve                                                                 | Giappone                                                                | 1 – 0                                                                   | Cina                                                                    | Algarve Cup 2013                                                        | -                                                                       |                                                                         |
| 26-9-2013                                                               | Chiba                                                                   | Giappone                                                                | 2 – 0                                                                   | Nigeria                                                                 | Amichevole                                                              | -                                                                       |                                                                         |
| 4-8-2015                                                                | Wuhan                                                                   | Giappone                                                                | 1 – 2                                                                   | Corea del Sud                                                           | Coppa dell'Asia orientale                                               | -                                                                       |                                                                         |
| 8-8-2015                                                                | Wuhan                                                                   | Cina                                                                    | 0 – 2                                                                   | Giappone                                                                | Coppa dell'Asia orientale                                               | -                                                                       |                                                                         |
| 1-3-2017                                                                | Algarve                                                                 | Giappone                                                                | 1 – 2                                                                   | Spagna                                                                  | Algarve Cup 2017                                                        | -                                                                       |                                                                         |
| 3-3-2017                                                                | Algarve                                                                 | Giappone                                                                | 2 – 0                                                                   | Islanda                                                                 | Algarve Cup 2017                                                        | -                                                                       |                                                                         |
| 6-3-2017                                                                | Algarve                                                                 | Giappone                                                                | 2 – 0                                                                   | Norvegia                                                                | Algarve Cup 2017                                                        | -                                                                       |                                                                         |
| 8-3-2017                                                                | Algarve                                                                 | Giappone                                                                | 2 – 3                                                                   | Paesi Bassi                                                             | Algarve Cup 2017                                                        | -                                                                       |                                                                         |
| 9-4-2017                                                                | Kumamoto                                                                | Giappone                                                                | 3 – 0                                                                   | Costa Rica                                                              | Amichevole                                                              | 1                                                                       |                                                                         |
| 9-6-2017                                                                | Breda                                                                   | Paesi Bassi                                                             | 0 – 1                                                                   | Giappone                                                                | Amichevole                                                              | -                                                                       |                                                                         |
| 13-6-2017                                                               | Lovanio                                                                 | Belgio                                                                  | 1 – 1                                                                   | Giappone                                                                | Amichevole                                                              | -                                                                       |                                                                         |
| 27-7-2017                                                               | Seattle                                                                 | Giappone                                                                | 1 – 1                                                                   | Brasile                                                                 | Tournament of Nations 2017                                              | -                                                                       |                                                                         |
| 30-7-2017                                                               | San Diego                                                               | Giappone                                                                | 2 – 4                                                                   | Australia                                                               | Tournament of Nations 2017                                              | 1                                                                       |                                                                         |
| 3-8-2017                                                                | Carson                                                                  | Stati Uniti                                                             | 3 – 0                                                                   | Giappone                                                                | Tournament of Nations 2017                                              | -                                                                       |                                                                         |
| 22-10-2017                                                              | Nagano                                                                  | Giappone                                                                | 2 – 0                                                                   | Svizzera                                                                | Amichevole                                                              | 1                                                                       |                                                                         |
| 8-12-2017                                                               | Chiba                                                                   | Giappone                                                                | 3 – 2                                                                   | Corea del Sud                                                           | Coppa dell'Asia orientale                                               | 1                                                                       |                                                                         |
| 11-12-2017                                                              | Chiba                                                                   | Giappone                                                                | 1 – 0                                                                   | Cina                                                                    | Coppa dell'Asia orientale                                               | 1                                                                       |                                                                         |
| 15-12-2017                                                              | Chiba                                                                   | Giappone                                                                | 0 – 2                                                                   | Corea del Nord                                                          | Coppa dell'Asia orientale                                               | -                                                                       |                                                                         |
| 28-2-2018                                                               | Algarve                                                                 | Giappone                                                                | 2 – 6                                                                   | Paesi Bassi                                                             | Algarve Cup 2018                                                        | -                                                                       |                                                                         |
| 2-3-2018                                                                | Algarve                                                                 | Giappone                                                                | 2 – 1                                                                   | Islanda                                                                 | Algarve Cup 2018                                                        | -                                                                       |                                                                         |
| 5-3-2018                                                                | Algarve                                                                 | Giappone                                                                | 2 – 0                                                                   | Danimarca                                                               | Algarve Cup 2018                                                        | -                                                                       |                                                                         |
| 7-3-2018                                                                | Algarve                                                                 | Giappone                                                                | 0 – 2                                                                   | Canada                                                                  | Algarve Cup 2018                                                        | -                                                                       |                                                                         |
| 1-4-2018                                                                | Nagasaki                                                                | Giappone                                                                | 7 – 1                                                                   | Ghana                                                                   | Amichevole                                                              | 1                                                                       |                                                                         |
| 7-4-2018                                                                | Amman                                                                   | Giappone                                                                | 4 – 0                                                                   | Vietnam                                                                 | Coppa d'Asia 2018                                                       | 1                                                                       |                                                                         |
| 10-4-2018                                                               | Amman                                                                   | Giappone                                                                | 0 – 0                                                                   | Corea del Sud                                                           | Coppa d'Asia 2018                                                       | -                                                                       |                                                                         |
| 17-4-2018                                                               | Amman                                                                   | Giappone                                                                | 3 – 1                                                                   | Cina                                                                    | Coppa d'Asia 2018                                                       | -                                                                       |                                                                         |
| 10-6-2018                                                               | Wellington                                                              | Nuova Zelanda                                                           | 1 – 3                                                                   | Giappone                                                                | Amichevole                                                              | 3                                                                       |                                                                         |
| 26-7-2018                                                               | Kansas City                                                             | Stati Uniti                                                             | 4 – 2                                                                   | Giappone                                                                | Tournament of Nations 2018                                              | 1                                                                       |                                                                         |
| 29-7-2018                                                               | East Hartford                                                           | Giappone                                                                | 1 – 2                                                                   | Brasile                                                                 | Tournament of Nations 2018                                              | -                                                                       |                                                                         |
| 2-8-2018                                                                | Bridgeview                                                              | Giappone                                                                | 0 – 2                                                                   | Australia                                                               | Tournament of Nations 2018                                              | -                                                                       |                                                                         |
| 16-8-2018                                                               | Palembang                                                               | Giappone                                                                | 2 – 0                                                                   | Thailandia                                                              | Giochi asiatici                                                         | -                                                                       |                                                                         |
| 21-8-2018                                                               | Palembang                                                               | Giappone                                                                | 7 – 0                                                                   | Vietnam                                                                 | Giochi asiatici                                                         | 2                                                                       |                                                                         |
| 25-8-2018                                                               | Palembang                                                               | Giappone                                                                | 2 – 1                                                                   | Corea del Nord                                                          | Giochi asiatici                                                         | -                                                                       |                                                                         |
| 6-10-2019                                                               | Shizuoka                                                                | Giappone                                                                | 4 – 0                                                                   | Canada                                                                  | Amichevole                                                              | -                                                                       | 79’                                                                     |
| 11-12-2019                                                              | Sapporo                                                                 | Giappone                                                                | 9 – 0                                                                   | Taiwan                                                                  | Qual. Coppa d'Asia 2022                                                 | 2                                                                       | 46’                                                                     |
| 14-12-2019                                                              | Hangzhou                                                                | Cina                                                                    | 0 – 3                                                                   | Giappone                                                                | Qual. Coppa d'Asia 2022                                                 | -                                                                       | 57’                                                                     |
| 17-12-2019                                                              | Pusan                                                                   | Corea del Sud                                                           | 0 – 1                                                                   | Giappone                                                                | Qual. Coppa d'Asia 2022                                                 | -                                                                       | 45’ 69’                                                                 |
| 5-3-2020                                                                | Madrid                                                                  | Spagna                                                                  | 3 – 1                                                                   | Giappone                                                                | Amichevole                                                              | -                                                                       | 46’                                                                     |
| 8-3-2020                                                                | Tokyo                                                                   | Giappone                                                                | 0 – 1                                                                   | Inghilterra                                                             | Amichevole                                                              | -                                                                       | 75’                                                                     |
| 8-4-2021                                                                | Nagoya                                                                  | Giappone                                                                | 7 – 0                                                                   | Paraguay                                                                | Amichevole                                                              | 1                                                                       | 67’                                                                     |
| 11-4-2021                                                               | Tokyo                                                                   | Giappone                                                                | 7 – 0                                                                   | Panama                                                                  | Amichevole                                                              | 1                                                                       | 79’                                                                     |
| 10-6-2021                                                               | Hiroshima                                                               | Giappone                                                                | 8 – 0                                                                   | Ucraina                                                                 | Amichevole                                                              | 1                                                                       | 61’                                                                     |
| 13-6-2021                                                               | Utsunomiya                                                              | Giappone                                                                | 5 – 1                                                                   | Messico                                                                 | Amichevole                                                              | 1                                                                       | 60’                                                                     |
| 14-7-2021                                                               | Kyoto                                                                   | Giappone                                                                | 1 – 0                                                                   | Nuova Zelanda                                                           | Amichevole                                                              | -                                                                       | 62’                                                                     |
| 25-11-2021                                                              | Utrecht                                                                 | Giappone                                                                | 0 – 2                                                                   | Islanda                                                                 | Amichevole                                                              | -                                                                       | 78’                                                                     |
| 29-11-2021                                                              | L'Aia                                                                   | Paesi Bassi                                                             | 0 – 0                                                                   | Giappone                                                                | Amichevole                                                              | -                                                                       | 39’                                                                     |
| 21-1-2022                                                               | Mumbai                                                                  | Giappone                                                                | 5 – 0                                                                   | Birmania                                                                | Coppa d'Asia 2022 - 1º turno                                            | 1                                                                       | 46’                                                                     |
| 24-1-2022                                                               | Pune                                                                    | Vietnam                                                                 | 0 – 3                                                                   | Giappone                                                                | Coppa d'Asia 2022 - 1º turno                                            | -                                                                       | 77’                                                                     |
| 27-1-2022                                                               | Pune                                                                    | Giappone                                                                | 1 – 1                                                                   | Corea del Sud                                                           | Coppa d'Asia 2022 - 1º turno                                            | -                                                                       |                                                                         |
| 30-1-2022                                                               | Mumbai                                                                  | Giappone                                                                | 7 – 0                                                                   | Thailandia                                                              | Coppa d'Asia 2022 - Quarti di finale                                    | -                                                                       | 9’                                                                      |
| 24-6-2022                                                               | Belgrado                                                                | Serbia                                                                  | 0 – 5                                                                   | Giappone                                                                | Amichevole                                                              | -                                                                       | 72’ 78’                                                                 |
| 27-6-2022                                                               | Turku                                                                   | Finlandia                                                               | 1 – 5                                                                   | Giappone                                                                | Amichevole                                                              | 1                                                                       | 46’                                                                     |
| 6-10-2022                                                               | Kōbe                                                                    | Giappone                                                                | 2 – 0                                                                   | Nigeria                                                                 | Amichevole                                                              | 2                                                                       | 70’                                                                     |
| 10-11-2022                                                              | Liverpool                                                               | Inghilterra                                                             | 4 – 0                                                                   | Giappone                                                                | Amichevole                                                              | -                                                                       | 59’                                                                     |
| 15-11-2022                                                              | Siviglia                                                                | Spagna                                                                  | 1 – 0                                                                   | Giappone                                                                | Amichevole                                                              | -                                                                       | 46’                                                                     |
| 8-4-2023                                                                | Guimarães                                                               | Portogallo                                                              | 1 – 2                                                                   | Giappone                                                                | Amichevole                                                              | 1                                                                       | 60’                                                                     |
| 14-7-2023                                                               | Sendai                                                                  | Giappone                                                                | 5 – 0                                                                   | Panama                                                                  | Amichevole                                                              | -                                                                       | 46’                                                                     |
| 22-7-2023                                                               | Hamilton                                                                | Zambia                                                                  | 0 – 5                                                                   | Giappone                                                                | Mondiali 2023 - 1º turno                                                | 1                                                                       | 67’                                                                     |
| 26-7-2023                                                               | Dunedin                                                                 | Giappone                                                                | 2 – 0                                                                   | Costa Rica                                                              | Mondiali 2023 - 1º turno                                                | -                                                                       | 59’                                                                     |
| 31-7-2023                                                               | Sydney                                                                  | Giappone                                                                | 4 – 0                                                                   | Spagna                                                                  | Mondiali 2023 - 1º turno                                                | 1                                                                       | 68’                                                                     |
| 5-8-2023                                                                | Wellington                                                              | Giappone                                                                | 3 – 1                                                                   | Norvegia                                                                | Mondiali 2023 - Ottavi di finale                                        | -                                                                       | 73’                                                                     |
| 11-8-2023                                                               | Auckland                                                                | Giappone                                                                | 1 – 2                                                                   | Svezia                                                                  | Mondiali 2023 - Quarti di finale                                        | -                                                                       | 52’                                                                     |
| 23-9-2023                                                               | Fukuoka                                                                 | Giappone                                                                | 8 – 0                                                                   | Argentina                                                               | Amichevole                                                              | 1                                                                       | 46’                                                                     |
| 26-10-2023                                                              | Yokohama                                                                | Giappone                                                                | 7 – 0                                                                   | India                                                                   | Qual. Olimpiadi 2024                                                    | 1                                                                       |                                                                         |
| 1-11-2023                                                               | Tashkent                                                                | Giappone                                                                | 2 – 0                                                                   | Vietnam                                                                 | Qual. Olimpiadi 2024                                                    | 1                                                                       |                                                                         |
| 30-11-2023                                                              | Manaus                                                                  | Brasile                                                                 | 4 – 3                                                                   | Giappone                                                                | Amichevole                                                              | 1                                                                       | 68’                                                                     |
| 3-12-2023                                                               | San Paolo                                                               | Brasile                                                                 | 0 – 2                                                                   | Giappone                                                                | Amichevole                                                              | 1                                                                       | 56’ 72’                                                                 |
| 23-2-2024                                                               | Gedda                                                                   | Corea del Nord                                                          | 0 – 0                                                                   | Giappone                                                                | Qual. Olimpiadi 2024                                                    | -                                                                       | 7’                                                                      |
| 28-2-2024                                                               | Tokyo                                                                   | Giappone                                                                | 2 – 1                                                                   | Corea del Nord                                                          | Qual. Olimpiadi 2024                                                    | -                                                                       | 90’                                                                     |
| 6-4-2024                                                                | Atlanta                                                                 | Stati Uniti                                                             | 2 – 1                                                                   | Giappone                                                                | SheBelieves Cup 2024 - Semifinale                                       | -                                                                       | 70’                                                                     |
| 9-4-2024                                                                | Columbus                                                                | Giappone                                                                | 1 – 1 (0 - 3 dtr)                                                       | Brasile                                                                 | SheBelieves Cup 2024 - Finale 3° posto                                  | 1                                                                       | 78’                                                                     |
| 31-5-2024                                                               | Sendai                                                                  | Giappone                                                                | 2 – 0                                                                   | Nuova Zelanda                                                           | Amichevole                                                              | 1                                                                       | 78’                                                                     |
| 13-7-2024                                                               | Ishikawa                                                                | Giappone                                                                | 4 – 0                                                                   | Bolivia                                                                 | Amichevole                                                              | 1                                                                       | 75’                                                                     |
| 26-10-2024                                                              | Tokyo                                                                   | Giappone                                                                | 4 – 0                                                                   | Corea del Sud                                                           | Amichevole                                                              | 1                                                                       | 71’                                                                     |
| 20-2-2025                                                               | Houston                                                                 | Giappone                                                                | 4 – 0                                                                   | Australia                                                               | Amichevole                                                              | 2                                                                       | 84’                                                                     |
| 23-2-2025                                                               | Glendale                                                                | Colombia                                                                | 1 – 4                                                                   | Giappone                                                                | Amichevole                                                              | 2                                                                       | 83’                                                                     |
| 27-2-2025                                                               | San Diego                                                               | Stati Uniti                                                             | 1 – 2                                                                   | Giappone                                                                | Amichevole                                                              | -                                                                       |                                                                         |
| 6-4-2025                                                                | Osaka                                                                   | Giappone                                                                | 1 – 1                                                                   | Colombia                                                                | Amichevole                                                              | 1                                                                       | 46’                                                                     |
| 3-6-2025                                                                | San Paolo                                                               | Brasile                                                                 | 2 – 1                                                                   | Giappone                                                                | Amichevole                                                              | -                                                                       |                                                                         |
| 27-6-2025                                                               | Leganés                                                                 | Spagna                                                                  | 3 – 1                                                                   | Giappone                                                                | Amichevole                                                              | 1                                                                       |                                                                         |
| Totale                                                                  |                                                                         | Presenze                                                                | 82                                                                      |                                                                         | Reti                                                                    | 42                                                                      |                                                                         |

## Palmarès

### Club
- Campionato giapponese: 5

NTV Beleza: 2015, 2016, 2017, 2018, 2019
- Coppa dell'Imperatrice: 3

NTV Beleza: 2014, 2017, 2018
- Nadeshiko League Cup: 3

NTV Beleza: 2012, 2016, 2018

### Nazionale
- Coppa d'Asia: 1

2018
- SheBelieves Cup: 1

2025

### Individuale
- Capocannoniere del campionato giapponese: 1

2019 (20 reti)